# Eurytoma nigripes
Eurytoma nigripes är en stekelart som beskrevs av Girault 1915. Eurytoma nigripes ingår i släktet Eurytoma och familjen kragglanssteklar. Inga underarter finns listade i Catalogue of Life.